# Радошковичи
Радошко́вичи (бел. Радашко́вічы) — городской посёлок в Молодечненском районе Минской области Республики Беларусь. Административный центр Радошковичского сельсовета (не входит в его состав).
В районе Радошковичей находится водораздел Вилейско-Минской водной системы.

## Административное устройство
В 1940–1960 годах Радошковичи были центром Радошковичского района (в 1940–1944 годах — в Вилейской, в 1944–1960 годах — в Молодечненской области).
20 января 1960 года в связи с упразднением Радошковичского района в составе Молодечненского района Минской области.
31 марта 1976 года центр Володьковского сельсовета перенесён в городской посёлок Радошковичи, сельсовет переименован в Радошковичский.
В 2004 году в состав городского посёлка Радошковичи включена деревня Серебрянка.
Городской посёлок Радошковичи является центром Радошковичского поселкового Совета и Радошковичского сельсовета (не входит в его состав).

## Геральдика
23 февраля 1792 — получен герб.
Герб имеется в подтвердительном королевском привилее Радошковичам от 23 февраля 1792 года. На гербе в серебряном поле изображен Святой Стефан, забросанный камнями. В привилее 1792 года герб изображен в круглом щите, позже появилась версия в щите «белорусской» формы.
Герб утверждён решением Радошковичского поселкового Совета депутатов от 23 июля 1999 года № 8. Герб и флаг зарегистрированы в Гербовом матрикуле Республики Беларусь 23 декабря 1999 года № 38.

## История
Возник городок как торгово-ремесленное поселение при слиянии рек Вязынка и Гуйка — на границе водораздела Чёрного и Балтийского морей.
В 1447 году поселение впервые упомянуто на страницах письменных источников в связи с основанием тут костёла Св. Троицы. Ныне действующий костёл с тем же именем выстроили четыре века спустя в стиле классицизма. А в 1882 году в костеле был крещён Ян Луцевич — будущий песняр Янка Купала. Его судьба тесно переплелась с этой землёй. После смерти отца Купала устраивается в 1903 году писарем к следователю радошковичского суда. Позже, в 1913 году, в здании пожарной команды в Радошковичах была поставлена в присутствии автора его знаменитая «Паўлінка».
В памяти Радошковичей осталось немало громких имён. Ведь только в числе его владельцев были правнук Дмитрия Донского — князь Василий Михайлович Верейский, затем его зять Альбрехт Гаштольд, воевода виленский. Гаштольдов сменила королева польская, великая княгиня литовская Бона Сфорца и магнаты Глебовичи, Масальские, Огинские, Радзивиллы…
С 1549 года Радошковичи стали городом, двадцать лет спустя получившим магдебургское право.
В XVI столетии в Радошковичах был выстроен деревянный замок «наподобие корабля». Он представлял собой внушительное сооружение с четырьмя башнями (двумя квадратными, одной круглой и одной прямоугольной), встроенными в стены, что тянулись по периметру более чем на 220 метров. Пятая башня была поставлена внутри замкового двора. Крепость окружали два водоёма, созданные на речках Гуйке и Вязынке, и попасть в неё можно было только через подъёмный мост. Замок принадлежал королю польскому и великому князю литовскому Сигизмунду II Августу, который во время Ливонской войны с русским царем Иваном IV Грозным решил для острастки московского правителя собрать под Радошковичами приличное войско, но сам сюда так и не прибыл. Ратной славе король предпочитал альковные приключения. Изрядно пошумев, рыцари разошлись, а сей военный курьез в народе прозвали в шутку «войной петуха».
С 18 марта по 6 июня 1708 года в Радошковичах размещалась главная штаб-квартира шведского короля Карла XII. Здесь король проводил здесь крупные военные учения. 11 марта из Радошковичей в Вильню отправился Станислав Лещинский, которому виленский магистрат вручил ключи от столицы. 31 марта в Радошковичи для участия в военном совещании прибыл генерал Адам Людвик Левенгаупт. 15 апреля 1708 года в Радошковичах магнаты Ярослав Любомирский и Януш Вишневецкий вместе с со своими сторонниками приняли лютеранство. 7 мая 1708 года в местечке прошёл экзамен по логике и философии для новых лютеранских пастырей, которые приняли сан и были направлены на службу в южно-сконский отдел рейтеров (Södra Skånska rytteriet). В мае 1708 года в Радошковичах умер шведский генерал Арвид Аксель Мардефельт (Arvid Axel Mardefelt, 1660—1708). В скором времени шведы начали испытывать большие трудности с продовольствием и фуражом, и 6 июня 1708 года армия Карла XII отправилась из Радошковичей в Минск.
В Радошковичах и в настоящее время можно увидеть Шведскую гору высотой в десять метров. Так местные жители именуют древнее городище, которое размещается на окраине поселка, на правом берегу речки Гуйки. Уже в V—VIII столетиях, по свидетельству археологов, тут селились люди. Народная же фантазия много позже поселила на «горе» и шведов из XVIII века.
В 1792 году король Станислав Август подтвердил право города на самоуправление и одновременно даровал Радошковичам оригинальный герб: на серебряном поле изображение христианского первомученика Св. Стефана, побитого камнями.

### В составе Российской империи
В 1793 году, после второго раздела Речи Посполитой, Радошковичи отошли к России — и с магдебургскими вольностями пришлось расстаться: город стал заштатным городом Вилейского повета, затем центром волости Виленской губернии.
Когда разразились два шляхетских восстания в 1830—1831 и 1863—1864 годах, в окрестностях города шли жаркие сражения повстанцев с царскими войсками.
По данным переписи 1897 года в городе жили 2 615 человек, из них евреев — 1515, поляков — 521, белорусов — 500, русских — 76.
В годы Первой мировой войны здесь находилась прифронтовая база российских войск. Затем последовали две оккупации — немецкая и польская.

### В составе Польши
Со вхождением этих земель в состав Польши Радошковичи на протяжении почти двадцати лет (1921—1939) выполняли роль приграничного города, превратившись по существу в третий по значению (после Вильни и Менска, нынешние Вильнюс и Минск, центр белорусского национального Возрождения.
В июле 1921 года тут была создана одна из первых в Западной Беларуси организаций Товарищества белорусской школы. По инициативе известного политического деятеля и литератора Александра Власова вскоре в Радошковичах открылась гимназия имени Ф. Скорины — одна из пяти белорусских гимназий, что действовали на территории «крэсов всходних», если воспользоваться терминологией польских властей. Директором гимназии поначалу был активный сторонник белорусизации костёла ксёндз Фабиан Абрантович. Здесь обучалась молодежь из близлежащих сел и местечек — до 150 человек. В их числе и будущий народный поэт Беларуси Максим Танк (Евгений Скурко). В гимназии устраивались спектакли, издавались рукописные журналы — она превратилась в подлинный очаг белорусской культуры. Власти закрыли её в 1928 году, когда, по их мнению, наметилась «радикализация» взглядов учителей и учеников по национальному вопросу.
В 1920—1930-х годах на радошковичских улицах можно было встретить талантливейшего художника, скульптора, этнографа, археолога Язэпа Дроздовича — здесь действовала его художественная студия. Тут часто бывали, жили и работали видные западно-белорусские политические деятели Сымон Рак-Михайловский, Игнат Дворчанин, Альберт Павлович и другие. Среди них выделяется фигура Бронислава Тарашкевича, создателя и руководителя стотысячной «Громады» — легальной крестьянско-рабочей организации, видного филолога, литератора, академика. В 1922 году Тарашкевич был избран депутатом (послом) польского сейма, возглавил в нём белорусскую парламентскую фракцию (Белорусский посольский клуб из 11 человек), отстаивавшую права белорусского населения в Польше. Его пламенные речи против правительства, проводившего курс на колонизацию и ополячивание присоединенных «крэсов», вызывали нескрываемое раздражение властей. Аресты, судебные процессы, тюрьмы, ссылки, переезд в СССР, смерть в застенках НКВД в начале 1938 года. До сих пор неизвестно, где именно это случилось и где находится могила Бронислава Тарашкевича. С нами остались его переводы на белорусский язык «Пана Тадеуша» Адама Мицкевича, «Илиады» Гомера; осталась изданная им в 26 лет первая «Беларуская граматыка для школ»; осталась разработанная Тарашкевичем система белорусского правописания, которая подверглась реформе в 1933 году и не была реабилитирована доныне: её, по аналогии с кириллицей, называют «тарашкевицей». Ещё совсем недавно в Радошковичах можно было увидеть дом, где в 1923—1931 годах жил пламенный борец за социальную справедливость и национально-освободительные идеалы. Вопрос о музеефикации этого здания так и не был своевременно решен.

### В составе СССР
В 1939 году вместе с остальной территорией Западной Белоруссии вошли в состав СССР.
Во время Великой Отечественной войны под Радошковичами совершили свои огненные тараны капитаны Александр Маслов, Николай Гастелло и старший лейтенант Исаак Пресайзен. Маслов атаковал колонну немецких войск на перекрёстке дорог у Радошковичей 26 июня 1941 года. Вместе с ним погиб его экипаж (лейтенант В. Балашов, сержант Г. Реутов, младший сержант Б. Бейскбаев). Лишь в 1996 году А. Маслову посмертно было присвоено звание Героя Российской Федерации. Долгое время, однако, считалось, что на этом перекрестке погиб экипаж капитана Николая Гастелло, имя которого стало широко известно вскоре после его огненного тарана, за который летчик 26 июля 1941 года был посмертно удостоен звания Героя Советского Союза. Но тот подвиг был совершен у деревень Миговка и Декшняны, тоже под Радошковичами. Так что памятник, установленный в 1976 году при дороге Минск-Молодечно в честь Н. Гастелло и его экипажа (лейтенанты А. Бурденюк, Г. Скоробогатый, стрелок-радист ст. сержант А. Калинин), не является исторически достоверным. В центре Радошковичей на площади, носящей имя Николая Гастелло, ему также установлен памятник.

#### Памятник Левицкому
На главной улице городского поселка (Советской) установлен памятный знак в честь Ядвигина Ш. Известный белорусский литератор Антон Левицкий, избравший себе этот загадочный псевдоним, работал провизором в местной аптеке в 1891—1897 годах. Здесь женился он на швее Люции Гнатовской, и впоследствии семья поселилась в имении Карпиловка, что располагалось неподалёку отсюда, при Долгиновском тракте. Именно там и расцветал талант будущего знаменитого писателя, фельетониста, публициста.

## Население
| Численность населения:                                                                          |
| Графики недоступны из-за технических проблем. См. информацию на Фабрикаторе и на mediawiki.org. |

| 1931 | 1959   | 1970   | 1979   | 1989   | 2006   | 2018   | 2023    | 2024    | 2025    | 2026 |
| ---- | ------ | ------ | ------ | ------ | ------ | ------ | ------- | ------- | ------- | ---- |
| 2574 | ▲ 2768 | ▲ 3181 | ▲ 3224 | ▲ 4695 | ▲ 5522 | ▲ 5862 | ▲ 6 225 | ▼ 6 214 | ▼ 6 149 |      |

## Транспорт
В 10 км от Радошкович расположена железнодорожная станция Радошковичи (в аг. Петришки Минского района).

## Экономика
Предприятия по производству керамических изделий, пищевой и легкой промышленности. Санаторий «Сосновый Бор», санаторий-профилакторий «Звездный», детский оздоровительный комплекс «Маяк». Центр гончарного ремесла.

## Медицина
Медицинские услуги предоставляют поселковая больница и поликлиника.

## Образование
В Радошковичах работают средняя и искусств школы, школа-интернат.

## Культура и досуг
- Дом культуры
- Библиотека
- Музей ОАО «Белхудожкерамика»[25]

### Досуг
- Парк «Улитка». Птичий двор. Экскурсии на улиточную ферму. Контактный зоопарк

## Достопримечательности
- Городище периода раннего железного века — археологический памятник (V–XIII вв.) —  Историко-культурная ценность Республики Беларусь, шифр 613В000313. На окраине посёлка, на ул. Заславской, на правом берегу реки Гуйка.
- Братская могила (1941–1944), ул. Советская —  Историко-культурная ценность Республики Беларусь, шифр 613Д000314.
- Могила Зыгмунда Чеховича, руководителя восстания 1863-1864 гг.
- Троицкий костёл
- Свято-Ильинская церковь (1942)
- Римско-католическая часовня Святого Иоанна

### Памятник, скульптура
- Памятник В. И. Ленину
- Памятник экипажу Н. Ф. Гастелло, 50-й км шоссе Минск—Вильнюс, около Радошковичей (1941) —  Историко-культурная ценность Республики Беларусь, шифр 613Д000315.
- Памятники Н. Ф. Гастелло, в сквере на площади, носящей его имя, и около школы.
- Памятник Янке Купале
- Памятник Ядвигину Ш.

### Утраченное наследие
- Дом Бронислава Тарашкевича (конец XIX в.)
- Замок (XVI в.)
- Синагога (нач. XX в.)
- Церковь Покрова Пресвятой Богородицы (1851)
- Деревянный костёл Пресвятой Троицы (1734-1736). Сгорел в пожаре в середине XIX века.

## Галерея
- Въезд
- Панорама
- Панорама
- Римско-католическая церковь Святой Троицы
- Свято-Ильинская церковь
- В центре посёлка
- Часовня в честь Святого Иоанна
- Часовня
- Старинный дом
- Памятная доска в честь Ядвигина Ш.
- Памятник Гастелло, на площади
- Панорама
- Панорама
- Панорама
- Панорама
- Панорама
- Памятный знак